# Березова Грива
Бере́зова Гри́ва (рос. Берёзовая Грива) — селище у складі Новокузнецького району Кемеровської області, Росія. Входить до складу Центрального сільського поселення.

## Населення
Населення — 19 осіб (2010; 27 у 2002).
Національний склад (станом на 2002 рік):
- росіяни — 85 %